# 諫山創
諫山 創（いさやま はじめ、1986年8月29日 -）は、日本の男性漫画家。大分県日田郡大山町（現：日田市）出身。大分県立日田林工高等学校、専門学校九州デザイナー学院マンガ学科出身。

## 略歴
2006年に講談社のMGP（マガジングランプリ）にて『進撃の巨人』で佳作。2008年『HEART BREAK ONE』で第80回週刊少年マガジン新人漫画賞特別奨励賞を受賞。また同年『orz』で第81回『週刊少年マガジン新人漫画賞』に入選。同作で『マガジンSPECIAL』によりデビューを果たす。
2009年から、『別冊少年マガジン』にて『進撃の巨人』の連載を開始。同作は2011年に第35回講談社漫画賞少年部門を受賞し、アニメ化や実写映画化などのメディアミックスが行われた。この功績が評価され、作品が完結を迎えた2021年に、第3回野間出版文化賞を受賞した。
私生活では、2018年12月31日に自身のブログで結婚したことを発表した。
2023年、第50回アングレーム国際漫画祭で、特別賞を受賞。

## 人物
- 実家は梅の栽培農家[5]。父親には、漫画家を目指すことは反対されていた[6]。2014年には地元の大山町で実家の梅を使用した「進撃の巨人キャラクターラベル梅酒」が販売された[7]。
- 高校時代のアルバイト先は焼そばの想夫恋大山店[8]。
- 小学生のころにサッカークラブに入っていたが、そのころに抱いた劣等感が後の自身の人格形成に影響を及ぼしたと述べている[9]。
- 2002年のアントニオ・ホドリゴ・ノゲイラ対ボブ・サップの格闘技の試合を見て以来、格闘技を観戦するのが趣味で、自身のブログで総合格闘技の話題を取り上げることがある[10][11]。作品の中で格闘技の技や実在する格闘家をモデルとしたキャラクターを描写することがあるとも語っている[12]。
- ネットを見るのが趣味で、自作の評価なども常にチェックしており、ファンからの意見や指摘を参考にすることもある[13]。
- TBSラジオ『ライムスター宇多丸のウィークエンド・シャッフル』のリスナーで当番組がメディア初出演となった。
- ももいろクローバーZのファンを公言しており、メンバーの玉井詩織がテレビ番組『ももクロChan』で書いたイラストを元にした巨人が2度作品中に登場している。

## 作品リスト

### 連載
- 進撃の巨人（『別冊少年マガジン』2009年10月号〈創刊号〉 - 2021年5月号、全34巻）

### 読切
- 人類VS巨人 19歳の頃の持ち込み作品（2008年11月1日『マガジンデビュー』配信）
- orz（『マガジンSPECIAL』2009年3月号）
- 進撃の巨人 特別編（『週刊少年マガジン』2010年10号、2011年2・3号）
- the Killing Pawn（『週刊少年マガジン』2014年36・37合併号、作画：皆川亮二） - 皆川の短編集『転送者 皆川亮二短編集』（2021年、小学館）に収録された[14]。
- 性悪男とAIのセオリー〜自我に目覚めたのにブラック企業に酷使されているAIが戯れにVTuberデビュー！バズってめんどくせぇことになって人類滅亡の危機!?っつっても僕AIなんで知りませーん〜（原案：梶裕貴、漫画：熨斗上カイ、『別冊少年マガジン』2025年2月号[15]） - ネーム原作を担当[15]。

## 出演

### ラジオ番組
- 真夜中のハーリー&レイス（アール・エフ・ラジオ日本・2011年3月1日）[16]
- ライムスター宇多丸のウィークエンド・シャッフル サタデーナイトLaboコーナー（TBSラジオ・2014年4月26日）[17]

### テレビ番組
- あにP（TOKYO MX・2013年3月31日）[18]
- 未来シアター（日本テレビ・2013年5月10日）[19]
- インタビューここから「進撃の巨人 作者 諫山創」（NHK総合・2018年5月5日、2022年1月8日再放送）[20]
- 情熱大陸（MBS・2018年11月18日）[21]
- 新・情報7daysニュースキャスター（TBS・2020年6月6日[22]、2021年1月9日[23]）

## 関連人物

### 師匠
- 佐藤友生

### アシスタント
- ノ村優介 - 第80回週刊少年マガジン新人漫画賞を受賞した同期で、『進撃の巨人』の現場でアシスタントをしていた[24]。
- 蒲夕二[25]
- 高畑弓 - 『進撃の巨人』の連載終盤の半年間ヘルプでアシスタントをした[25]。
- 遠藤達哉